# Lúcio Bittencourt
Carlos Alberto Lúcio Bittencourt (Juiz de Fora, 19 de julho de 1911-9 de setembro de 1955)  foi um servidor público, político, promotor público no antigo Distrito Federal, consultor jurídico e diretor de divisão do Departamento de Administração do Serviço Público (DASP) e da Legião Brasileira de Assistência (LBA), ele também foi diretor da Revista Forense e da Gazeta de Notícias, diretor da Companhia Internacional de Capitalização e do Banco Popular do Brasil. Catedrático de direito penal na Universidade de Minas Gerais, foi membro da Sociedade Brasileira de Criminologia e da American Political Science Association. Era filho de Norberto Lúcio Bittencourt e de Marta Spaeth Bittencourt.
Foi um dos fundadores do PTB em maio de 1945, pelo qual foi eleito, em Minas Gerais, deputado federal em 1950 sua grande atuação como Deputado Federal foi como membro da comissão que analisou o projeto que daria origem à Lei nº 2.004/53 que criou a Petrobrás. Durante a campanha para deputado federal e a presidência de Getúlio Vargas em 1950 ele teria sido paciente de uma cirurgia espiritual pelo espírito do Dr. Fritz e pelas mãos de Zé Arigó.
Foi eleito Senador por Minas Gerais em 1954 e candidato a governador de Minas Gerais em 1955 pelo PTB, morreu em um desastre aéreo durante a campanha a caminho de Pedra Azul.
Fora do mundo político partidário publicou diversas obras sobre direito, incluindo o Dicionário enciclopédico de direito (1934), Recurso de revista (1937), A imunidade fiscal das autarquias (1943), A terminologia e o conceito de direito administrativo (1943), Controle jurisdicional da constitucionalidade das leis (1948) e Libertas comiciandi (1949)